# Диас, Гонсало (футболист, 1966)
Гонсало Лисардо Диас Кунео (исп. Gonzalo Lizardo Díaz Cúneo; род. 14 апреля 1966, Фрай-Бентос) — уругвайский футболист, защитник.

## Карьера

### Клубная карьера
Во взрослом футболе дебютировал в 1986 году в клубе «Монтевидео Уондерерс», за который играл на протяжении всей своей пятилетней карьеры футболиста, выступая на позиции защитника. Завершил профессиональные выступления в 1991 году в возрасте 25 лет.

### Карьера в сборной
В 1985 году принял участие в нескольких матчах в составе сборной Уругвая до 20 лет. 
В 1987 году провёл свой единственный матч в составе национальной сборной Уругвая на Кубке Америки в Аргентине. 